# Ami Ōtaki
Ami Ōtaki (大滝 麻未, Ōtaki Ami), née le 28 juillet 1989 à Hiratsuka (préfecture de Kanagawa), est une footballeuse internationale japonaise évoluant au poste d'attaquante. Elle a joué pour l'Olympique lyonnais, les Urawa Red Diamonds et l'EA Guingamp.  
Elle prend sa retraite sportive en 2015 avant de rechausser ses crampons en 2017 en s'engageant avec le Paris FC.

## Carrière

### En club
Ami Ōtaki signe à l'Olympique lyonnais en janvier 2012. Auparavant elle a évolué dans le championnat universitaire canadien pour les Lions de l’Université York et à l'université Waseda de Tokyo.
Pour sa première saison à Lyon, elle est sacrée championne et remporte les finales de la Coupe de France et de la Ligue des champions. Elle fait ses débuts en Coupe d'Europe le 21 mars 2012 lors d'un quart de finale face à Brøndby (victoire lyonnaise 0-4). Le 28 avril 2012 elle inscrit un triplé en Coupe de France contre Arras (victoire 0-8).
Elle rejoint les Urawa Red Diamonds en 2013 pour deux saisons et remporte le championnat du Japon 2014. Elle intègre ensuite l'effectif féminin de l'EA Guingamp le 30 janvier 2015. Elle prend sa retraite sportive moins de six mois plus tard à l'âge de 25 ans.
Après sa retraite sportive en 2015, elle reste en France et devient entraîneur d'un club de football pour jeunes filles dans la banlieue parisienne. Mais en août 2017, Ami Ōtaki décide de reprendre sa carrière professionnelle au Paris FC, après avoir obtenu entre-temps un diplôme de management du sport auprès de la FIFA.

### En sélection
Ami Ōtaki joue son premier match international A contre la Suède à l'occasion d'un match amical le 20 juin 2012. Elle joue deux autres matchs international à l'occasion de l'Algarve Cup l'année suivante.

## Statistiques

### En sélection
| Nb. | Date         | Lieu                                  | Compétition  | Adversaire | Résultat |
| --- | ------------ | ------------------------------------- | ------------ | ---------- | -------- |
| 3.  | 13 mars 2013 | Stade de l'Algarve, Faro, Portugal    | Algarve Cup  | Chine      | 1 - 0    |
| 2.  | 6 mars 2013  | Bela Vista Stadium, Parchal, Portugal | Algarve Cup  | Norvège    | 2 - 0    |
| 1.  | 20 juin 2012 | Ullevi Stadium, Göteborg, Suède       | Match amical | Suède      | 1 - 0    |

### En club
| Saison                | Club                  | Championnat           | Championnat | Championnat | Coupe(s) nationale(s) | Coupe(s) nationale(s) | Compétition(s) continentale(s) | Compétition(s) continentale(s) | Compétition(s) continentale(s) | Mobcast Cup | Mobcast Cup | Total | Total |
| Saison                | Club                  | Division              | M.          | B.          | M.                    | B.                    | Comp.                          | M.                             | B.                             | M.          | B.          | M.    | B.    |
| 2011-2012             | Olympique lyonnais    | Division 1            | 3           | 1           | 2                     | 4                     | WCL                            | 2                              | 0                              | -           | -           | 7     | 5     |
| 2012-2013             | Olympique lyonnais    | Division 1            | 12          | 10          | 1                     | 2                     | WCL                            | 3                              | 1                              | 1           | 0           | 17    | 13    |
| Sous-total            | Sous-total            | Sous-total            | 15          | 11          | 3                     | 6                     | -                              | 5                              | 1                              | 1           | 0           | 24    | 18    |
| 2013                  | Urawa Red Diamonds    | Nadeshiko League      | 3           | 6           | -                     | -                     | -                              | -                              | -                              | -           | -           | 3     | 6     |
| 2014                  | Urawa Red Diamonds    | Nadeshiko League      | 18          | 3           | -                     | -                     | -                              | -                              | -                              | -           | -           | 18    | 3     |
| Sous-total            | Sous-total            | Sous-total            | 21          | 3           | -                     | -                     | -                              | -                              | -                              | -           | -           | 21    | 3     |
| 2014-2015             | EA Guingamp           | Division 1            | 5           | 2           | 3                     | 0                     | -                              | -                              | -                              | -           | -           | 8     | 2     |
| Sous-total            | Sous-total            | Sous-total            | 5           | 2           | 3                     | 0                     | -                              | -                              | -                              | -           | -           | 8     | 2     |
| 2017-2018             | Paris FC              | Division 1            | 7           | 2           | -                     | -                     | -                              | -                              | -                              | -           | -           | 7     | 2     |
| Sous-total            | Sous-total            | Sous-total            | 7           | 2           | -                     | -                     | -                              | -                              | -                              | -           | -           | 7     | 2     |
| Total sur la carrière | Total sur la carrière | Total sur la carrière | 48          | 18          | 6                     | 6                     | -                              | 5                              | 1                              | 1           | 0           | 60    | 25    |

## Palmarès
| En club |
| --- |
| Olympique lyonnais : - Vainqueur du Championnat de France en 2012 et 2013 (2)0 - Vainqueur de la Coupe de France en 2012 et 2013 (2) - Vainqueur de la Ligue des champions en 2012 (1) - Vainqueur de la Mobcast Cup en 2012 (1) |
| Urawa Red Diamonds : - Vainqueur du Championnat du Japon en 2014 (1) |